# Entronização do Imperador do Japão

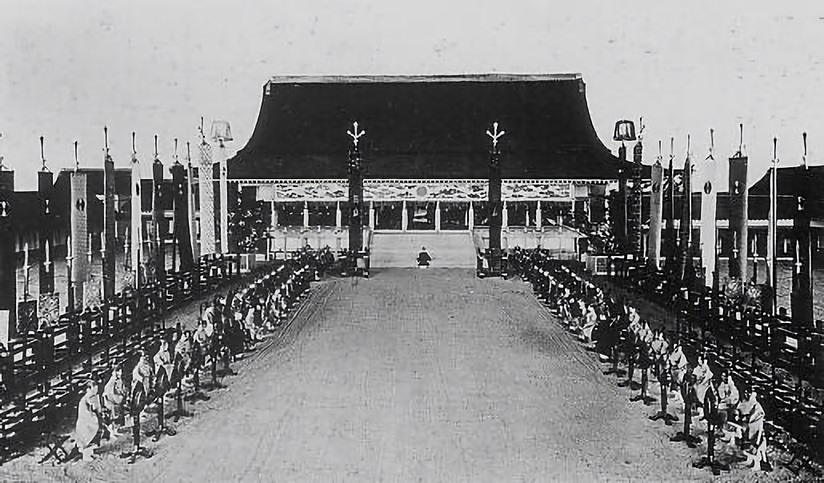
Cerimônia de entronização do Imperador Taisho no Palácio Imperial de Quioto em 1915.

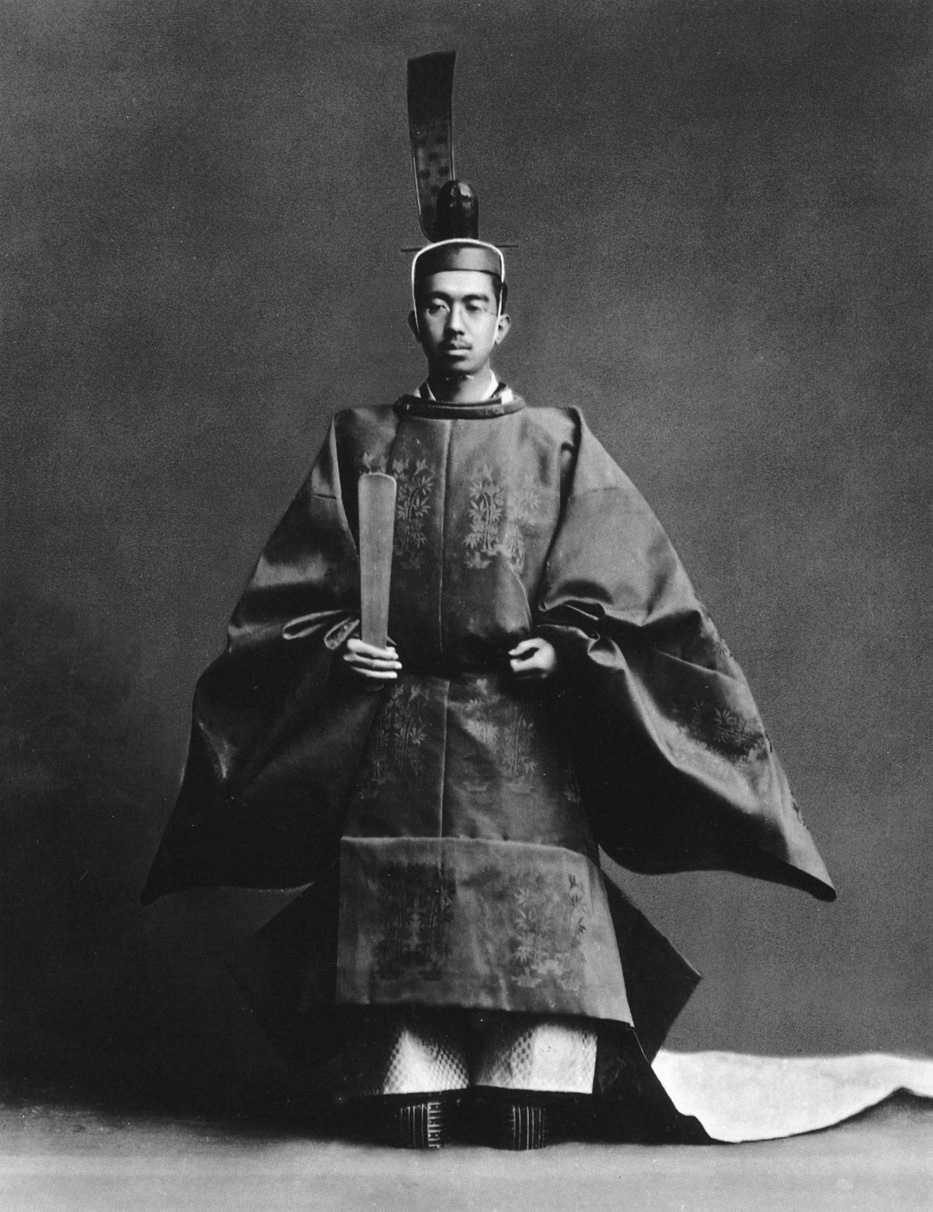
Imperador Showa na sua entronização em 1928.

A Entronização do Imperador do Japão (em japonês: 即位の礼 Sokui no rei) é uma antiga cerimônia que marca a ascensão do novo monarca ao Trono do Crisântemo, na monarquia contínua mais antiga do mundo. Várias das antigas prerrogativas imperiais são entregues ao novo soberano durante o rito.

## Cerimônia

### Apresentação dos Três Tesouros Sagrados
A cerimônia de entronização consiste em três partes principais, A primeira é a mais simples, e se dá imediatamente após a morte do soberano anterior. O herdeiro é formalmente presenteado com caixas contendo dois dos Três Tesouros Sagrados do Japão: (1) uma réplica de espada representando a espada Kusanagi-no-Tsurugi (草薙劍, literalmente, "espada cortadora de grama"), embora a original esteja supostamente consagrada no Santuário de Atsuta, em Nagoia; e (2) o Yasakani no magatama (八尺瓊曲玉), um colar de pedras em forma de vírgulas. Diferente de outras monarquias, o Japão não possui coroas em sua regalia. Esses três objetos, segundo a lenda, foram presenteados pela deusa do sol, Amaterasu-omikami, ao seu neto quando este desceu à terra e se tornou o fundador da dinastia do Trono do Crisântemo. O mais importante desses três tesouros é o espelho Yata no Kagami (八咫鏡), que está consagrado no Santuário de Ise, como o go-shintai (御神体), ou a personificação da própria Deusa do Sol. Ele é mantido permanentemente no Santuário e não é retirado de lá nem mesmo para os procedimentos da cerimônia de entronização. Isto acontece pois são enviados mensageiros imperiais e sacerdotes a este santuário, da mesma forma que são enviados outros mensageiros e sacerdotes para as tumbas e santuários de seus quatro antecessores, para informá-los da ascensão do novo imperador.
Na cerimônia que aconteceu em 2019, o imperador Akihito foi o primeiro imperador a entregar os três tesouros sagrados ao seu sucessor em mais de 200 anos.

Banner de banzai utilizado durante a entronização

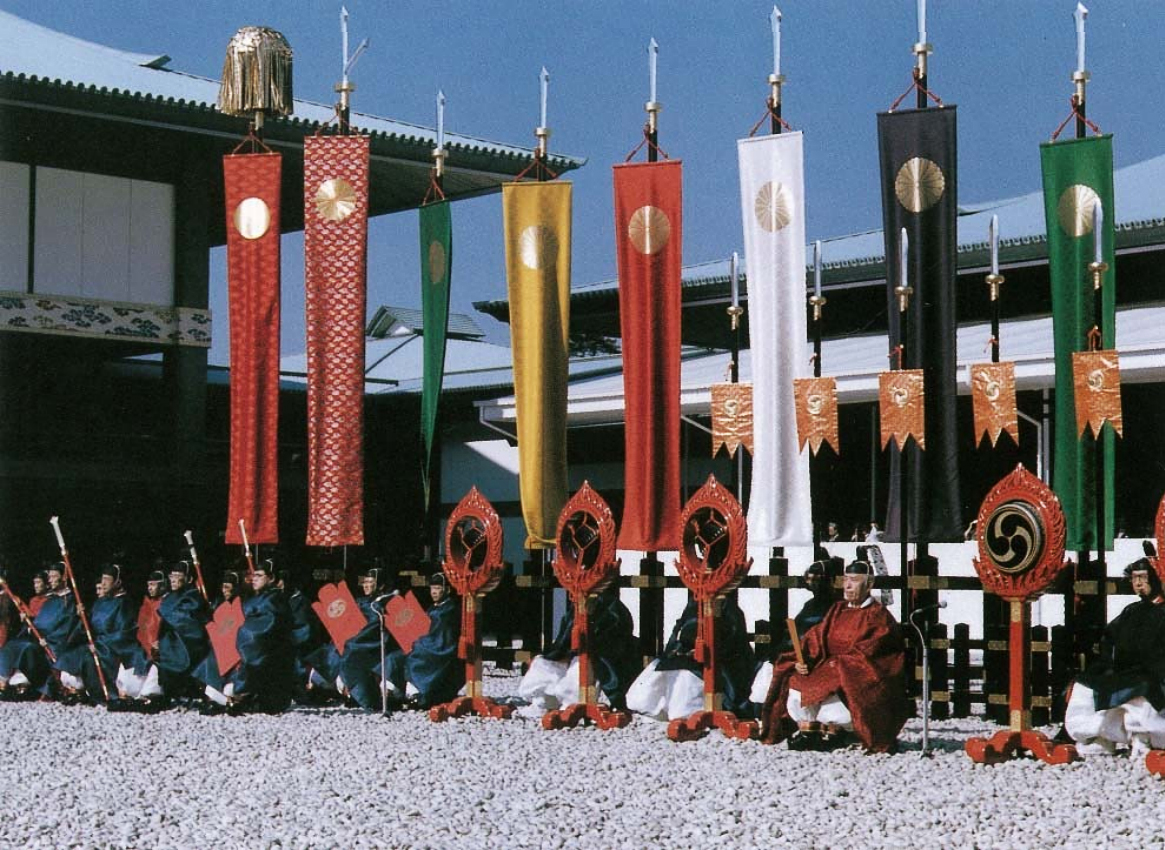

### Entronização

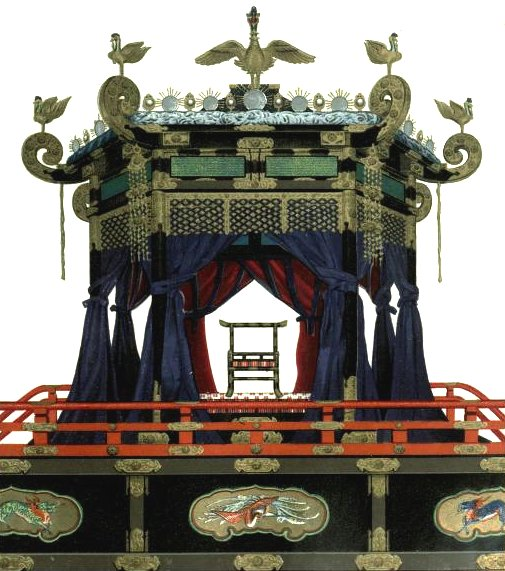
Takamikura usado na entronização

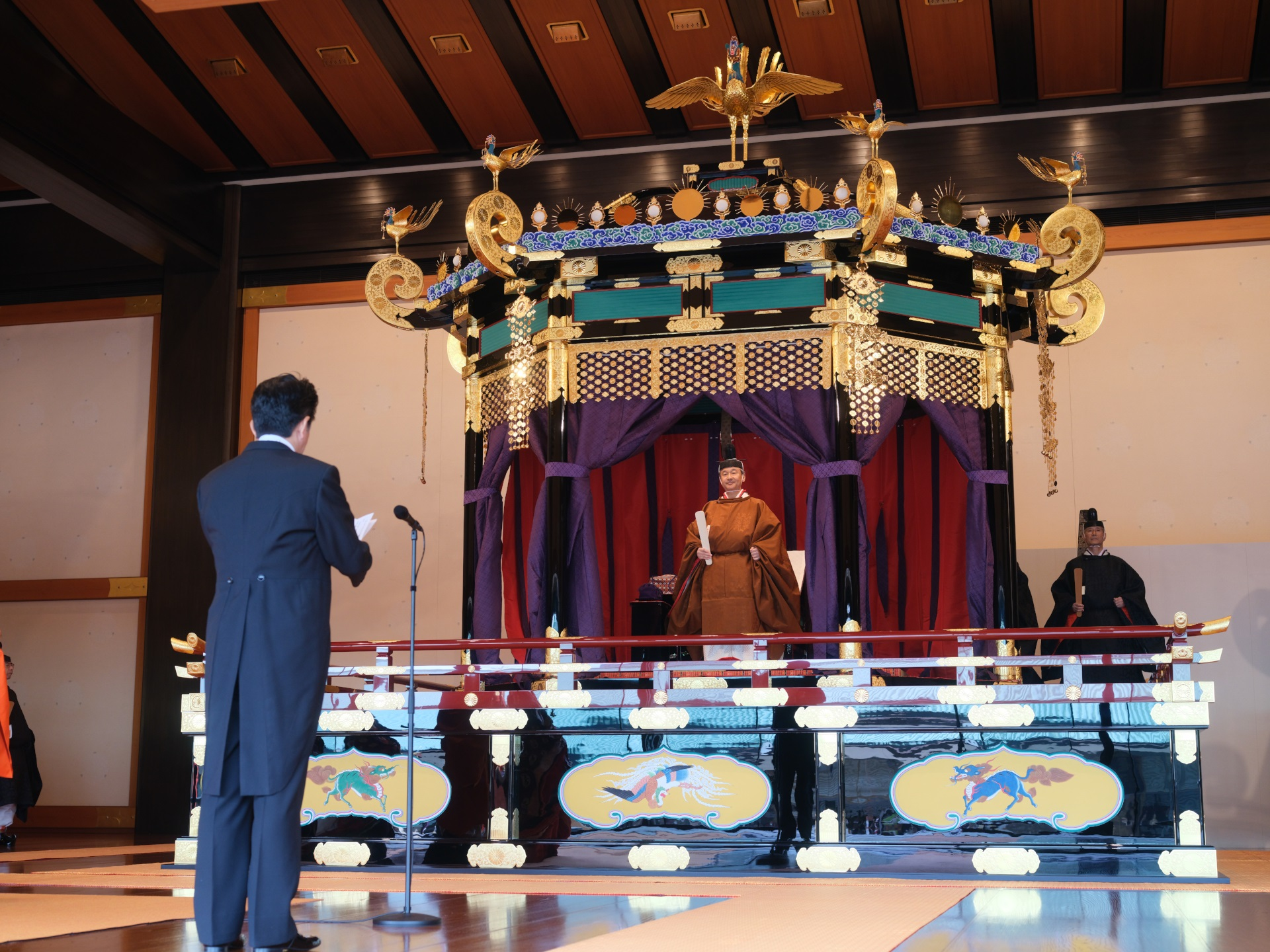
2019

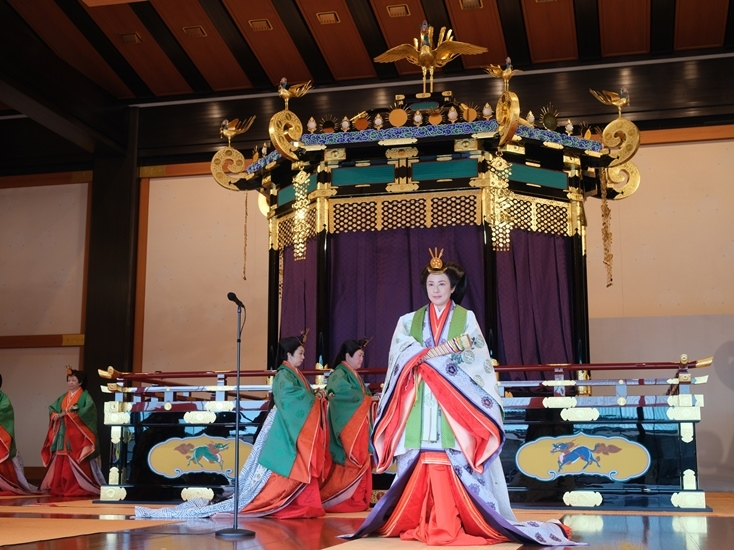
Masako do Japão

A segunda parte da cerimônia, chamada "Sokui-rei", é a entronização propriamente dita; a ultima cerimônia aconteceu em 1990 para o atual soberano, Akihito. Esse antigo rito tradicionalmente é realizado em Quioto, a capital imperial. A entronização de Akihito foi  a primeira a ser realizada em Tóquio e também ao vivo por transmissão via satélite. Como a tradição manda, a guarda imperial vestia os seus uniformes tradicionais. O ritual foi realizado pela primeira vez no Kōkyo (Palácio Imperial de Tóquio), sendo que a principal parte foi realizada no principal salão do palácio. Apenas uma parte do final do ritual é pública, e das quais somente o imperador e os principais sacerdotes xintoístas participam. Um relato na revista Time sobre a entronização do pai do imperador Akihito, Hirohito, em 1928, revelou alguns detalhes: primeiro acontece uma cerimônia com duração de três horas onde o novo imperador informa ritualmente seus ancestrais que ele assume o trono. Seguido pela entronização, que ocorre em um local fechado, chamado Takamikura, que contém um grande pedestal quadrado, sustentando três pedestais octogonais colocados em cima de uma cadeira simples. Este está cercado por uma pavilhão octogonal com cortinas com uma grande fênix dourada. Ao mesmo tempo, a Imperatriz do Japão, em traje de gala completo, se direciona a um pedestal separado atrás do de seu marido. Tambores tradicionais nesse momento são tocados para indicar o início do processo.
O novo imperador se levanta de sua cadeira e apresenta o Kusanagi, o Yasakani no matagama. O selo privado e o selo do estado estão posicionados em pedestais próximos a ele. Um cetro simples de madeira é dado ao Imperador, que está de frente ao seu primeiro-ministro, de pé, em um pátio adjacente, representando o povo japonês. O Imperador realiza um discurso anunciando sua ascensão ao trono, e pede aos seus súditos que o ajudem a atingir todas as suas aspirações. Seu primeiro ministro responde com uma declaração de fidelidade e promete a devoção, seguido por três gritos de "banzai" de todos os presentes. O momento do último evento está precisamente sincronizado, para que todos os japoneses ao redor do mundo possam participar do grito de "banzai" exatamente no no momento em que ele acontece seja em Quioto ou Tóquio.
Essa parte do rito se encerra com uma salva de tiros das Forças de Autodefesa do Japão. Depois disso, os selos, o Kusanagi, e o Yasakani no matagama são levados para fora do pavilhão imperial.

### Daijo-sai
O Daijo-sai, ou Grande Festival de Ação de Graças, é o terceiro e mais importante, e também o mais controverso, dos rituais, pois é aquele em que o imperador se une a sua ancestral imperial, a deusa do sol, Amaterasu, de modo a compartilhar de uma maneira única em sua divindade. A cerimônia não é mencionada na Constituição imposta pelas forças de ocupação americanas, nem mesmo na atual constituição do país, e foi objeto de uma ação de controle de constitucionalidade em 1990, quando Hirohito foi entronizado.
Primeiro, dois arrozais especiais são escolhidos e purificados por elaborados rituais xintoístas. As famílias dos fazendeiros que cultivaram o arroz devem estar em perfeita saúde. Uma vez que o arroz é cultivado e colhido, ele é armazenado em um santuário xintoísta especial como o seu go-shintai, que é a personificação de um kami ou força divina. Cada grão deve estar inteiro e contínuo, e é polido individualmente antes de ser fervido. O saquê que será servido durante a cerimônia será também feito com esse arroz. Os dois conjuntos de mudas de arroz, agora abençoados, vêm cada um das prefeituras ocidentais e orientais do Japão, e o arroz escolhido a partir deles é atribuído a partir de uma prefeitura designada, um no oeste e outro no leste do país, respectivamente.
Enquanto isso, duas cabanas de dois cômodos com teto de palha estão dentro de um recinto especial correspondente. Estas duas cabanas têm que ser construídas em um estilo arquitetônico japonês primitivo, baseado na cultura  nativa japonesa antiga, desprovida de toda a influência cultural chinesa. Um quarto contém um grande sofá no centro; o outro é usado por músicos. Todos os itens de mobiliário preservam as formas mais antigas e, portanto, têm que ser puramente japonesas. Por exemplo, todos os objetos de cerâmica são queimados, mas não vitrificados. Essas duas estruturas representam a casa do antigo Imperador e a do novo Imperador. Nos tempos antigos, quando o chefe de uma casa morria, sua casa era queimada; antes da fundação e ratificação de Kyoto como capital do Japão, a antiga capital do Japão era totalmente queimada. Como na cerimônia anterior, as duas casas representam estilos de habitação nas partes oeste e leste do Japão.

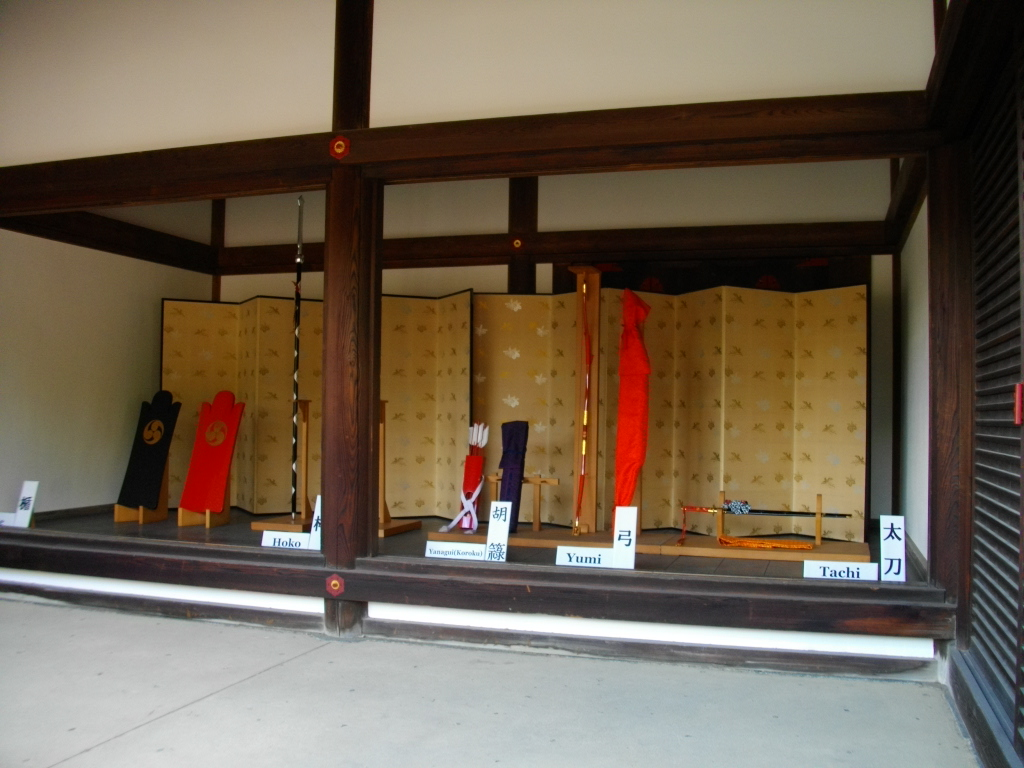
Itens usados no ritual de entronização

Depois do ritual do banho, o Imperador surge vestido com um quimono totalmente feito de seda totalmente branca, roupa semelhante a de um sacerdote xintoísta. Cercado por sua corte (alguns deles carregando tochas), o Imperador entra solenemente no primeiro recinto e, em seguida, em cada uma dessas cabanas, por sua vez, realiza-se o mesmo ritual - das 18h30 na primeira, e na segunda das 00h30 até 3h30 da mesma noite. Uma esteira é desenrolada diante dele e depois desenrolada enquanto ele caminha, de modo que seus pés nunca toquem o chão. Um guarda-chuva especial, no qual uma fênix está esculpida, é mantido sobre a cabeça do soberano, impedindo qualquer contaminação de sua pessoa sagrada vinda do ar acima dele. Ajoelhado em um tapete situado na direção do Santuário de Ise, enquanto a música tradicional da quadra de gagaku é tocada pela orquestra da quadra Imperial, o Imperador faz uma oferta do arroz sagrado, do saquê feito desse arroz, painço, peixe e uma variedade de outros alimentos da terra e do mar, para Amaterasu. Então ele come um pouco desse arroz sagrado, como um ato de comunhão divina que consuma sua singular unidade com Amaterasu, tornando-o (na tradição xintoísta) o intermediário entre Amaterasu e o povo japonês. Isto é seguido por três banquetes e uma visita ao santuário de seus ancestrais imperiais.